# Tantilla nigra
Espèce
Synonymes
- Homalocranium nigrum Boulenger, 1914

Statut de conservation UICN

 DD  : Données insuffisantes
Tantilla nigra  est une espèce de serpents de la famille des Colubridae.

## Répartition
Cette espèce est endémique du département de Chocó en Colombie.

## Description
L'holotype de Tantilla nigra mesure 175 mm dont 48 mm pour la queue. Cette espèce a le corps noir. Sa tête porte plusieurs taches rondes jaunes.

## Étymologie
Son nom d'espèce, du latin nigrum, « noir », lui a été donné en référence à sa livrée.

## Publication originale
- Boulenger, 1914 : On a second collection of batrachians and reptiles made by Dr. H. G. F. Spurrell, F.Z.S., in the Choco, Colombia. Proceedings of the Zoological Society of London, vol. 1914, p. 813-817 (texte intégral).